# 음보이 투이

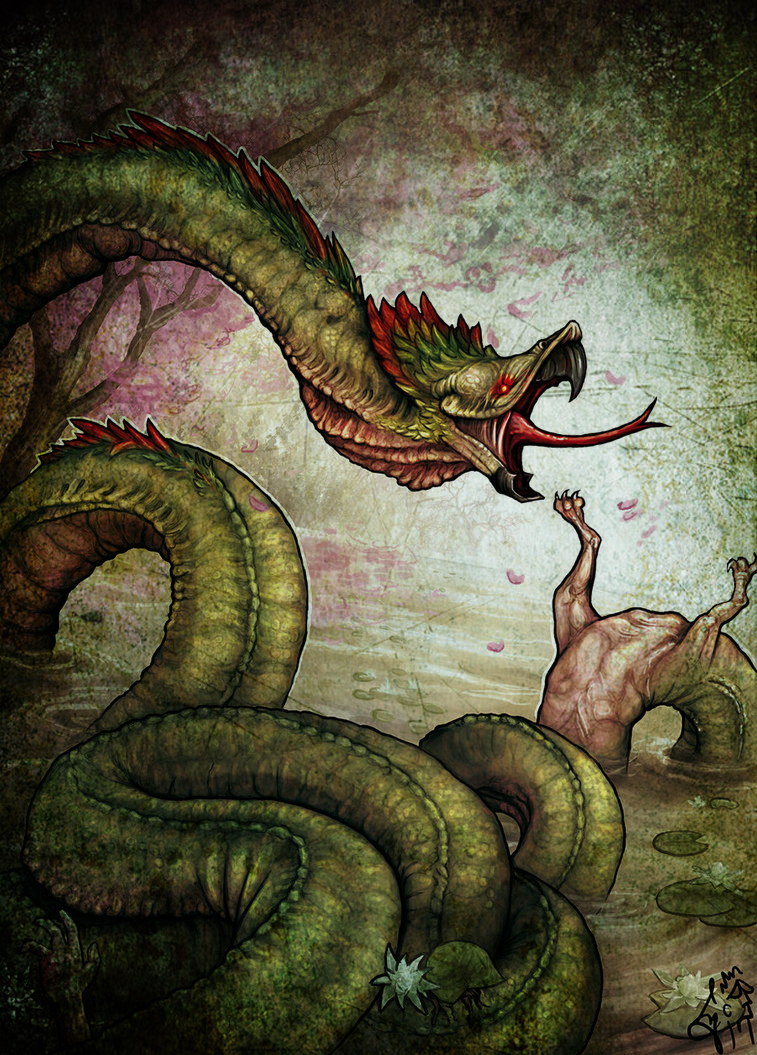
음보이 투이

음보이 투이는 타우와 케라나 사이에서 태어난 일곱 괴수 중 둘째다. 과라니어로 아페푸(apepu)라고 하는 신 광귤과 같은 과일을 주식으로 한다. 강과 습지에서 살며 양서류 등 수생동물을 수호한다.

## 어원
음보이 투이(Mbói Tu'i) 과라니 어로 "앵무새 독사" 또는 "앵무새 뱀"이라는 뜻으로, 이름이 생김새를 그대로 드러낸다. 뱀의 몸뚱아리에 머리는 앵무새와 같으며 허리 쪽에 다리 두 개가 달렸고 머리와 등줄기는 깃털로 덮여있다.

## 신화
커다란 앵무새 머리에 큰 부리가 있으며, 혀는 뱀처럼 갈라진 모양이고 피처럼 붉다. 피부는 단단한 비늘로 덮여 있다. 보는 사람을 얼어붙게 하는 흉악한 모습을 하고 있다.
강 하구의 습지를 배회하며 양서류와 같은 수생동물을 보호하며, 습기와 꽃을 좋아한다. 꽥꽥거리는 울음소리는 무시무시하게 커서 아주 멀리서도 이를 들은 사람은 겁에 질리게 된다.
때때로 수생동물을 해치는 인간을 물에 빠뜨려 죽인다.
수생동물과 습지의 수호신으로 전해진다.

## 역사
태초에 악이 존재하지 않는 낙원이 있었는데, 낙원을 드나들 수 있는 입구는 단 하나 뿐이었고 최초의 인류인 루파베가 입구를 지키고 있었다. 음보이 투이는 이 낙원에서 사는 아름다운 앵무새였다. 음보이 투이는 이 낙원을 드나들 수 있는 비밀 통로를 알고 있었다.
어느 날 악당들이 음보이 투이에게 야생꿀을 잔뜩 먹여 취하게 만들었고, 취기가 오른 음보이 투이는 끝없이 수다를 떨다가 그 비밀 통로에 대한 비밀까지 털어놓고 말았다. 
과일이 풍족하게 열리는 과라니인의 낙원에 침입자가 나타났고, 루파베는 음보이 투이가 만취해 쉴새없이 말을 하는 것을 보았다. 범인을 알아낸 루파베는 음보이 투이에게 저주를 내리자, 그의 앵무새 머리는 부리가 달린 뱀처럼 변하고 두 날개는 다리로 변하여 다시는 날 수 없게 됐으며 몸통은 뱀이 되었다. 이때부터 음보이 투이는 광귤만 먹고 살 수 있게 됐다.

## 같이 보기
- 칠로테 바실리스크
- 폼베로
- 루이손
- 테주 자구아
- 타우와 케라나
- 과라니 신화
- 보이타타
- 아오아오

콜먼, 나르시소 R. (Rosicrán): Ñande Ypy Kuéra("우리 조상"), 1929년.
- 링크=Wikidata|대체글=Wd|20x20픽셀|Wikidata</img> 데이터: Q5262642